# Robert I de Loritello
Robert I (d. 1107) a fost un nobil normand din sudul Italiei, membru al dinastiei Hauteville și devenit primul conte de Loritello, începând din 1061.
Robert era fiul mai mare al lui Geoffroi de Hauteville, devenit conte de Capitanata. Ca și tatăl său, el și-a început cuceririle militare acționând în Abruzzi, uzurpând pământuri care aparțineau Papalității. Robert a înaintat cu trupele până la Ortona în 1070, cu un an înainte de moartea tatălui său. Din cauza acțiunile antipapale, Robert a fost excomunicat, în februarie 1075. Papa Grigore al VII-lea vorbește de "insolența fără de Dumnezeu" a sa. Acolo unde ducele Robert Guiscard de Apulia și Calabria și principele Richard I de Capua au eșuat în se extinde către nord, Robert de Loritello și fiul lui Richard, Iordan I de Capua au avut succes. Către 1075, și-a stabilit reședința la Chieti. În vreme ce Iordan înainta în districtul din jurul lacului Fucino, Robert a pătruns de-a lungul coastei Adriaticii. El l-a făcut pe fratele său Drogo conte de Chieti (sau Teate). În 1076, familia Ortona a căzut în cele fin urmă cu ajutorul trupelor lui Robert Guiscard. Nobilimea longobardă locală, până la Pescara, i-a prestat omagiu. Robert abea sub comanda sa 500 de cavaleri. În schimbul ajutorului dat de către unchiul său, el i-a trimis acestuia un contingent format din propriii săi oameni pentru a-l sprijini pe duce în a-l înfrânge pe vărul său, Abelard la Sant'Agata di Puglia.
În iunie 1080, Grigore al VII-lea a recunoscut cuceririle normande ale lui Robert și Iordan de până la Fermo. În iunie 1083, asediat în Castelul Sant'Angelo de către împăratul Henric al IV-lea, papa a implorat ajutorul ducelui. Cei doi Robert, unchi și nepot, s-au deplasat pentru salvarea suveranului pontif. Robert a luat parte la cea de a doua expediția împotriva Bizanțului a unchiului său, din 1084–1085. El s-a aflat alîturi de Guiscard când acesta se afla pe patul de moarte și a rămas loial față de moștenitorul desemnat de unchiul său, Roger Borsa, al cărui protector a devenit.
Robert și-a continuat cuceririle, acestea desfășurându-se dincolo de Fortore și ajungând până la Tronto. El a guvernat de la Bovino (cucerit în 1100) la Ascoli Piceno. Se poate să se fi aflat la conducere și în Dragonara. Până la sfârșitul vieții sale, el a preluat titlul de comes Dei gratia și de comes comitorum. 
Dintr-un studiu recent al unor surse istorice, se pare că a murit la 5 iunie 1096 și că cucerirea ulterioară în zonele Molise și Ascoli a fost efectuată de fratele său Rodolfo di Loritello.
După moarte, a fost succedat de fiul său, Robert al II-lea de Loritello.